# Geissois imthurnii
Espèce
Classification phylogénétique
Statut de conservation UICN

 EN  : En danger
Geissois imthurnii est une espèce de plantes du genre Geissois et de la famille des Cunoniaceae.